# Uppstånden är vår Herre Krist alles vår frälserman förvisst
Uppstånden är vår Herre Krist / halleluja, halleluja / alles vår frälserman förvisst är en gammal psalmtext som sjungs vid påsken. Psalmen är en översättning av den tyska psalmen Erstanden ist der heilge Christ, der aller welt ein tröster ist från 1500-talet som i sin tur har latinskt ursprung Surrexit Christus hodie. Förmodligen översatt till svenska 1610 av Laurentius Jonae Gestritius.
Större delen av psalmen är utformad som en dialog mellan Maria och ängeln vid den tomma graven.

## Publicerad i
- Then Swenska Psalmboken 1610
- Göteborgspsalmboken under rubriken "Om Christi Upståndelse".[1]
- 1695 års psalmbok som nr 167 med inledningen "Upstånden är wår HErre Christ / Halle:Halleluja! / Alles wår Frälserman förwist" med 19 verser, under rubriken "Påska Psalmer - Om Christi Upståndelse".
- Metodistkyrkans psalmbok 1896 som nr 157 med 5 verser.